# Revolució quantitativa
La Revolució quantitativa és un corrent geogràfic iniciat als Estats Units al començament dels anys 50, com a reacció crítica envers el mètode científic dominant fins aleshores, el de la geografia regional, al qual se li retreia un excés de descripció literària i una manca de teoria científica.
El nou mètode demana a la geografia un ús intens de les fórmules matemàtiques i dels estudis sobre bases numèriques, de manera que, igualment que d'altres ciències, permetin treballar amb models i establir tendències i prediccions.
Recolzat ardentment per tot un grup de professors universitaris, bàsicament anglosaxons, representa un canvi metodològic substancial en la ciència geogràfica, en la qual representa l'arribada d'un nou paradigma.
En algunes ocasions la geografia quantitativa també és anomenada teorètica.
D'altres ciències socials experimenten també un canvi metodològic en el sentit de la revolució quantitativa en geografia.